# إنيز غارسيا
إنيز غارسيا (بالإنجليزية: Inez García)‏ هي ناشِطة أمريكية، ولدت في 1941 في نيويورك في الولايات المتحدة، وتوفيت في 2003.